# Richard Heron Anderson
Pour les articles homonymes, voir Richard Anderson (homonymie), Héron (homonymie) et Anderson.
Richard Heron Anderson (7 octobre 1821 - 26 juin 1879) est un officier de l’U.S. Army ayant servi durant la guerre américano-mexicaine. Ensuite, il sert dans l’armée des Confédérés avec grade de Général lors de la guerre de Sécession.

## Avant la Guerre
Anderson naît à High Hills of Santee dans la Borough House Plantation (Hill Crest) près de la localité de Stateburg dans le comté de Sumter en Caroline du Sud. Son père était le docteur William Wallace Anderson et sa mère Mary Jane Mackensie. Il était le petit-fils de Richard Anderson, un héros de la guerre d'indépendance des États-Unis.
Anderson est diplômé de l’Académie militaire américaine en juillet 1842. Il obtient ainsi le brevet de Second lieutenant dans le Premier Régiment américain de Cavalerie (1st U.S. Dragoons).
Anderson passe l’année 1843 et une partie de 1844 à la frontière occidentale du pays, à  Little Rock (Arkansas) puis à fort Gibson et fort Washita qui sont localisés en territoire indien. Il sert ensuite au fort Jesup en Louisiane de 1844 à 1845. Il participe ensuite à l’expédition qui avait pour but l’occupation militaire du Texas en 1845.
Durant la guerre américano-mexicaine, il participe au siège de Veracruz en mars 1847 et à une escarmouche près de La Hoya le 9 juin. Il combat lors de la bataille de Contreras le 19 août, à une escarmouche près de San Agustin Altapulco les jours suivants, et à la bataille de Molino del Rey le 8 septembre 1847. Pour le récompenser de ses faits d’armes durant les combats de San Agustin Altapulco, il est promu premier lieutenant le 17 août. Anderson participe également à la bataille de Mexico du 12 septembre 1847 au 14 septembre.
Il sera ensuite mis en réserve par intermittences jusque 1852 avant de servir dans plusieurs installations militaires du Texas dont le  fort Graham (1852-1853), le fort McKavett (1853-1855). Il est promu capitaine le 3 mars 1855 et posté à fort Riley (Kansas) entre 1855 et 1856. Il sert toujours dans la région durant les troubles du Kansas de 1856 et 1857. Il participe à la Guerre d'Utah en 1858 et 1859 avant de partir pour le fort Kearny (Nebraska) de 1859 à 1861.

## Guerre de Sécession
Durant la guerre de Sécession, Anderson rejoint le camp des confédérés et démissionne de l’United States Army (démission acceptée le 3 mars 1861). Il commence en tant que colonel du premier régiment d’infanterie de Caroline du Sud le 28 janvier. Il commande la zone du port de Charleston après la capture du fort Sumter en avril. Il est promu brigadier général le 19 juillet et est transféré à Pensacola le 19 juillet où il sera blessé lors de la bataille de Santa Rosa Island le 9 octobre 1861. En février 1862 il rejoint l’armée confédérée du Potomac avant que celle-ci ne soit absorbée par l’armée de Virginie du Nord à la fin du printemps. Durant la campagne de la Péninsule, il se distingue à la bataille de Williamsburg en mai, lors de la bataille de Seven Pines, et dans la bataille de Sept Jours en juin et juillet. Lors de la bataille de Glendale, il prend momentanément le commandement de la division militaire du major général James Longstreet. Il est ensuite promu au grade de major général le 14 juillet 1862 et il commande alors la seconde division de Longstreet appartenant au premier corps de l’armée du Virginie du Nord.
À la seconde bataille de Bull Run en août 1862, Anderson lance une attaque qui brise les lignes de l’Armée de l’union qui se replie à Washington D.C.. À la bataille d'Antietam en septembre 1862, il a le commandement du centre des lignes des Confédérés au lieu dénommé Bloody Lane (« Avenue sanglante »). Il sera blessé et son brigadier général Roger A. Pryor prendra sa relève après son départ force. Sa division se fera ensuite démonter par les attaques des Unionistes. Lors de la bataille de Fredericksburg en décembre, sa division ne sera pas très active dans les combats.
Durant la bataille de Chancellorsville en mai 1863, Anderson attaque le flanc gauche de l’armée de l’union alors que le lieutenant général Thomas J. "Stonewall" Jackson attaque le flanc droit. Anderson et le Major Général Lafayette McLaws se désengage du combat le 3 mai pour aller à la rencontre du VI Corps de l’Union dirigé par le Major général John Sedgwick qui se dirigeait vers l’arrière de l’Armée du Général en chef Robert E. Lee. Stonewall Jackson décède le 10 mai et Lee réorganise ses forces en passant le nombre de Corps de deux à trois. La division d’Anderson rejoint ainsi le troisième corps de l’armée de Virginie du Nord commandé par le lieutenant général A.P. Hill.
Lors de la célèbre bataille de Gettysburg en juillet 1863, la division d’Anderson est en troisième ligne à l’approche de la ville par l’ouest le premier juillet. Ils arrivent ainsi alors que la bataille a déjà débuté. Lee ordonne à Anderson de former un bivouac pour se reposer les jours suivants ce qui est considéré comme une erreur tactique de sa part. En effet, si Anderson avait attaqué Cemetery Hill par l’ouest et si Lee avait attaqué avec les hommes du lieutenant général Richard S. Ewell par le nord, l’issue de la bataille aurait probablement été en faveur des confédérés.
Le 2 juillet, second jour de la bataille, la division d’Anderson attaque près du centre de l’Union, en suivant les attaques de Longstreet (majors généraux John B. Hood et McLaws) qui était à sa droite. L’attaque fut un succès contre le IIIe corps du brigadier général Andrew A. Humphreys. Mais l’aile gauche ne réussit pas à progresser suffisamment et l’Union repoussa l’attaque grâce aux renforts. Anderson fut critiqué pour la manière dont il avait conduit l'attaque initiale car il n’avait pas laissé de forces en réserve pour stabiliser le terrain conquis lors de l’attaque. Le 3 juillet, les hommes d’Anderson participent à la charge de Pickett mais sont repoussés.

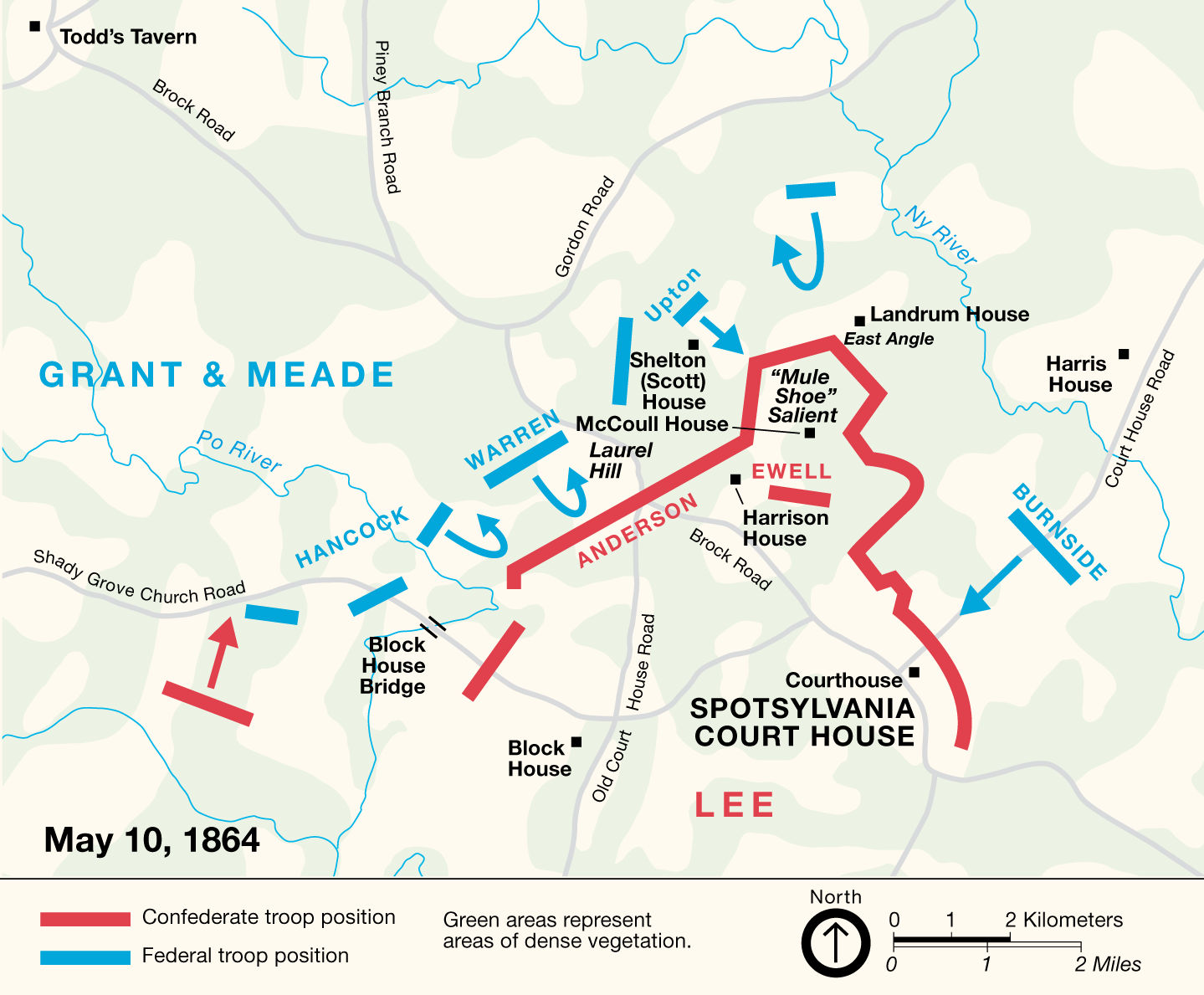
Bataille de Spotsylvania, 10 mai 1864.

Au printemps 1864, lors de la bataille de Wilderness, Longstreet est sévèrement blessé et Anderson prend le commandement du premier corps qu’il lance dans l’Overland Campaign. Il participe à la bataille de Spotsylvania Court House. Après une nuit de marche forcée le 7 mai, ces hommes parviennent à sécuriser une position stratégique avant l’arrivée de l’armée de l’Union. Les combats eurent lieu du 8 au 12 mai. L’Union ne put pas ainsi attaquer les forces de Lee localisée à Richmond.
Anderson participe ensuite à la bataille de Cold Harbor au début juin et aux combats du reste de l’armée de Virginie du Nord au sud de Petersburg (Virginie) jusqu’en octobre. Anderson est promu momentanément lieutenant général le 31 mai.
Au retour de convalescence de Longstreet le 19 octobre 1864, Anderson reprend son grade de major général mais prend le commandement du nouveau quatrième corps de Virginie du Nord lors du siège de Petersburg et lors de la retraite de la campagne d'Appomattox en 1865. Ses hommes furent régulièrement attaqués par la cavalerie des nordistes ce qui ralentit son avancée et ce qui l’isola du reste de l’armée de Lee qui se dirigeait vers l’ouest. Son corps s’arrête et affronte les nordistes lors de la bataille de Sayler's Creek le 6 avril qui se termine en une véritable débâcle. En voyant le reste des hommes de l’Armée le rejoindre, Lee s’exclame « L’armée a-t-elle été dissoute? ». Les rescapés seront incorporés au reste de l’armée. Anderson ne reçoit alors plus de commandement et rentre chez lui en Caroline du Sud. Anderson sera pardonné le 27 septembre 1865 même s'il n’existe pas de trace de ce pardon verbal.

## Après la guerre
Après la guerre, Anderson travaille dans une plantation de coton à Stateburg en Caroline du Sud de 1866 à 1868. Il devient ensuite agent dans la compagnie ferroviaire South Carolina Railroad de 1868 à 1878. Il sera ensuite inspecteur d’état dans le secteur du phosphate en 1879. Il meurt à l’âge de 57 ans à Beaufort (Caroline du Sud) et est enterré au cimetière de l’église épiscopale de St. Helena.